# پارک ایالتی سمینول کنیون

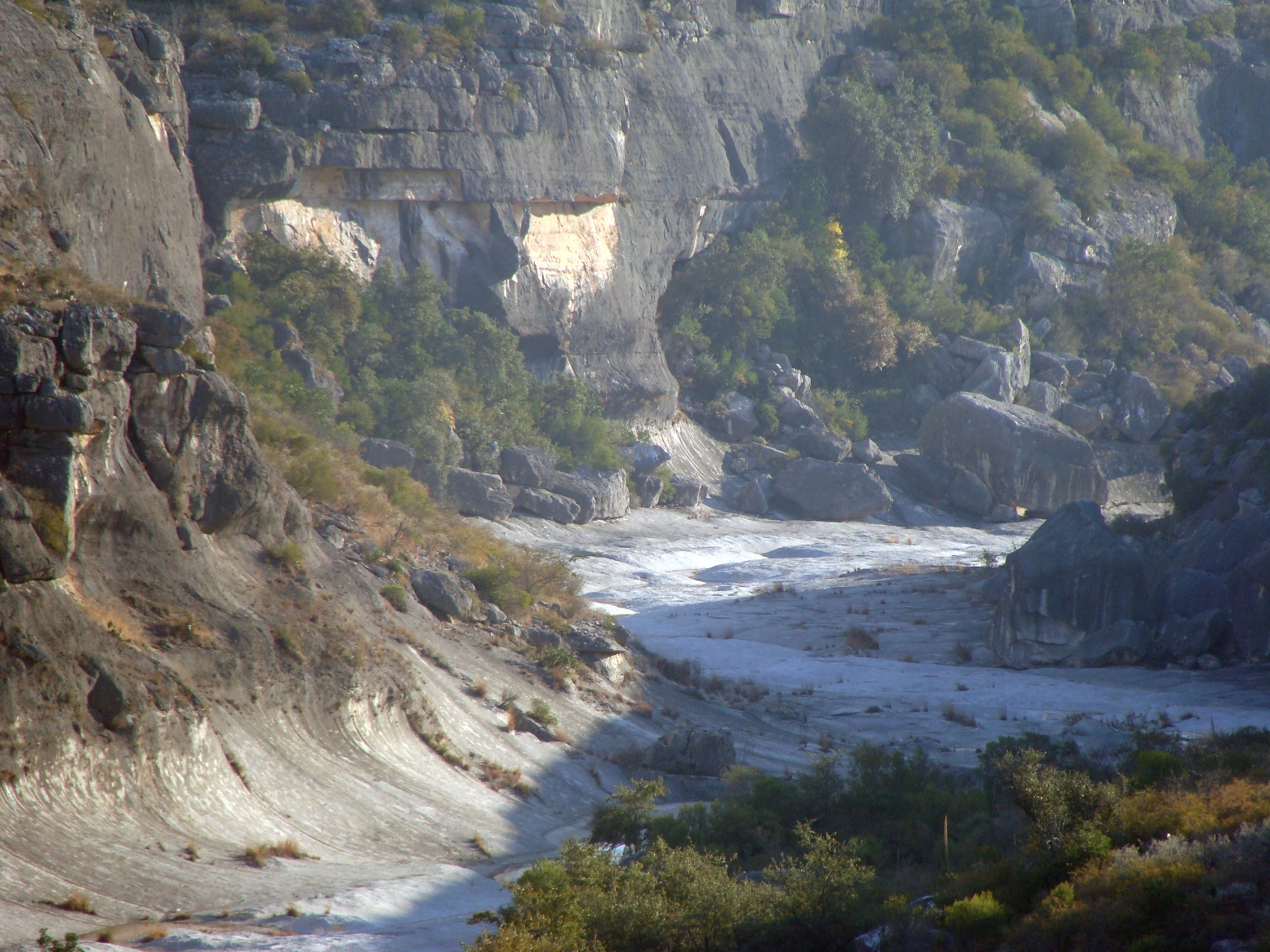

پارک ایالتی سمینول کنیون (به انگلیسی: Seminole Canyon State Park and Historic Site) یک پارک ایالتی طبیعی در تگزاس است.
این پارک حاوی دره‌هایی است که میلیونها سال پیش بر اثر فرسایش رودخانه پکوس (به انگلیسی: Pecos river) شکل گرفته‌است.

## پیشینه
کاشفان امپراتوری اسپانیا در قرن شانزدهم و هفدهم، آخرین بازماندگان سرخ‌پوستان این منطقه را مسیحی، و جذب فرهنگ خود کردند. امروزه از باشندگان کهن این نواحی هیچ اثری به غیر از چند سری حکاکی و تعدادی مصنوعات دستی باقی نمانده‌است.
در قرن نوزدهم، این منطقه در میان فعالیت‌های توسعه شرکت‌های راه آهن قرار گرفت و به برخی مهاجران اروپایی تعلق گرفت.
در ۱۹۷۳، بدلیل اهمیت تاریخی آن، این پارک توسط ایالت تگزاس از صاحبان آن خریداری گردید.

## آثار ما قبل تاریخ
اهمیت این پارک، علاوه بر ذخایر طبیعی آن همانند گیاهان و جانوران، غارهایی هستند که در آنان نقاشی‌هایی بر روی دیوارهای غار بیش از ۴۰۰۰ سال پیش باقی مانده‌اند.
نگارنده‌های این نقوش امروزه به‌درستی دانسته نیستند، و سبک این نقاشی‌های منحصر بفرد را Lower Pecos River Style نامیده‌اند. اعتقاد بر این است که هنرمندان این نقوش، رنگهای لازم را از خون گوزن آغشته به چربی و خاک رنگی از دور و اطراف غارها می‌ساختند، و بر روی دیوارهای آهکی غارها حک می‌کردند.
همچنین امروزه اعتقاد بر این است که این نقوش حاوی مضامین شامانیستی توام با باورهای دگرپیکری می‌بوده‌است.

## نگارخانه

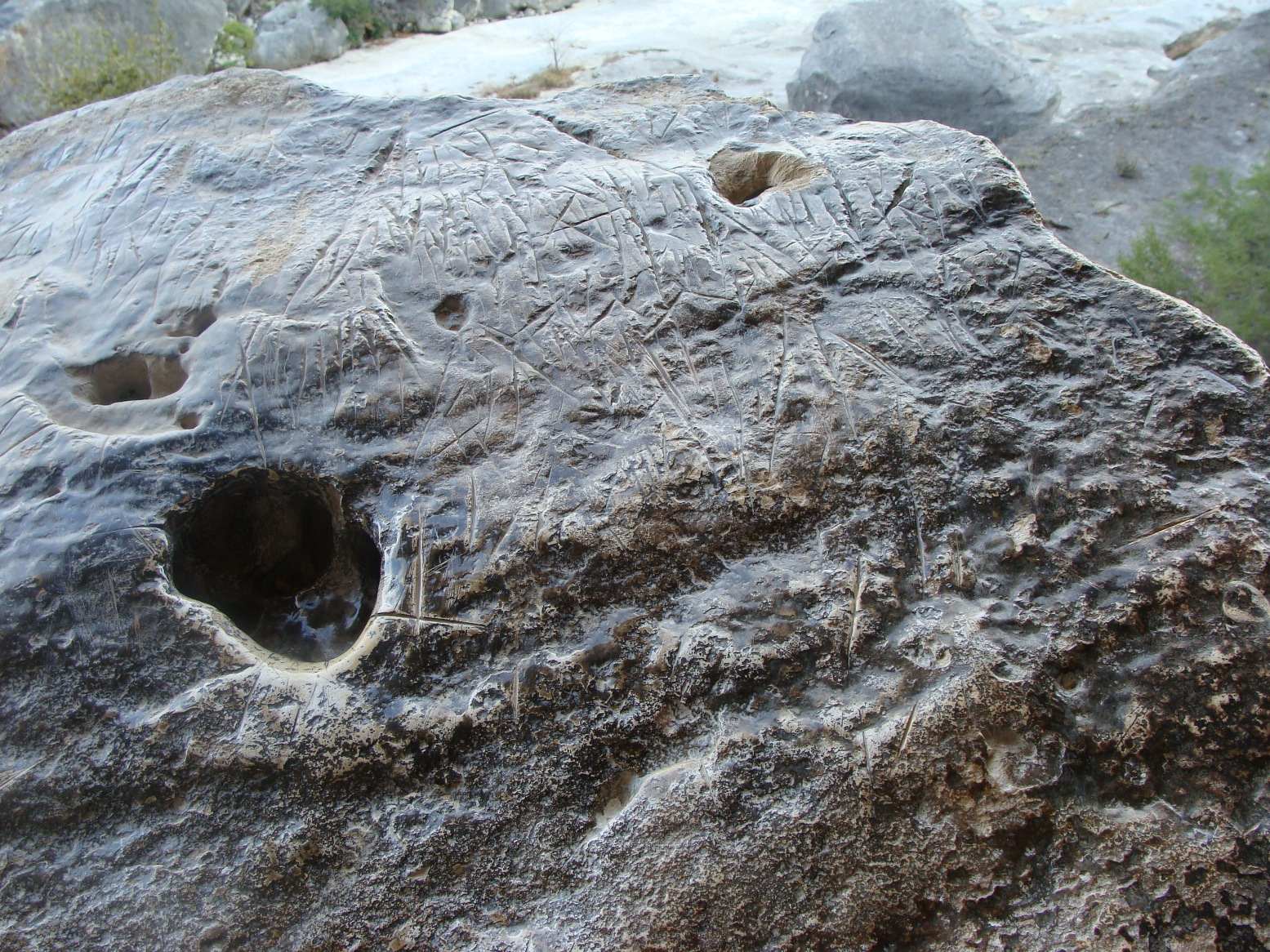
سطحی که به عنوان میز آشپزخانه مورد استفاده قرار می‌گرفته‌است.
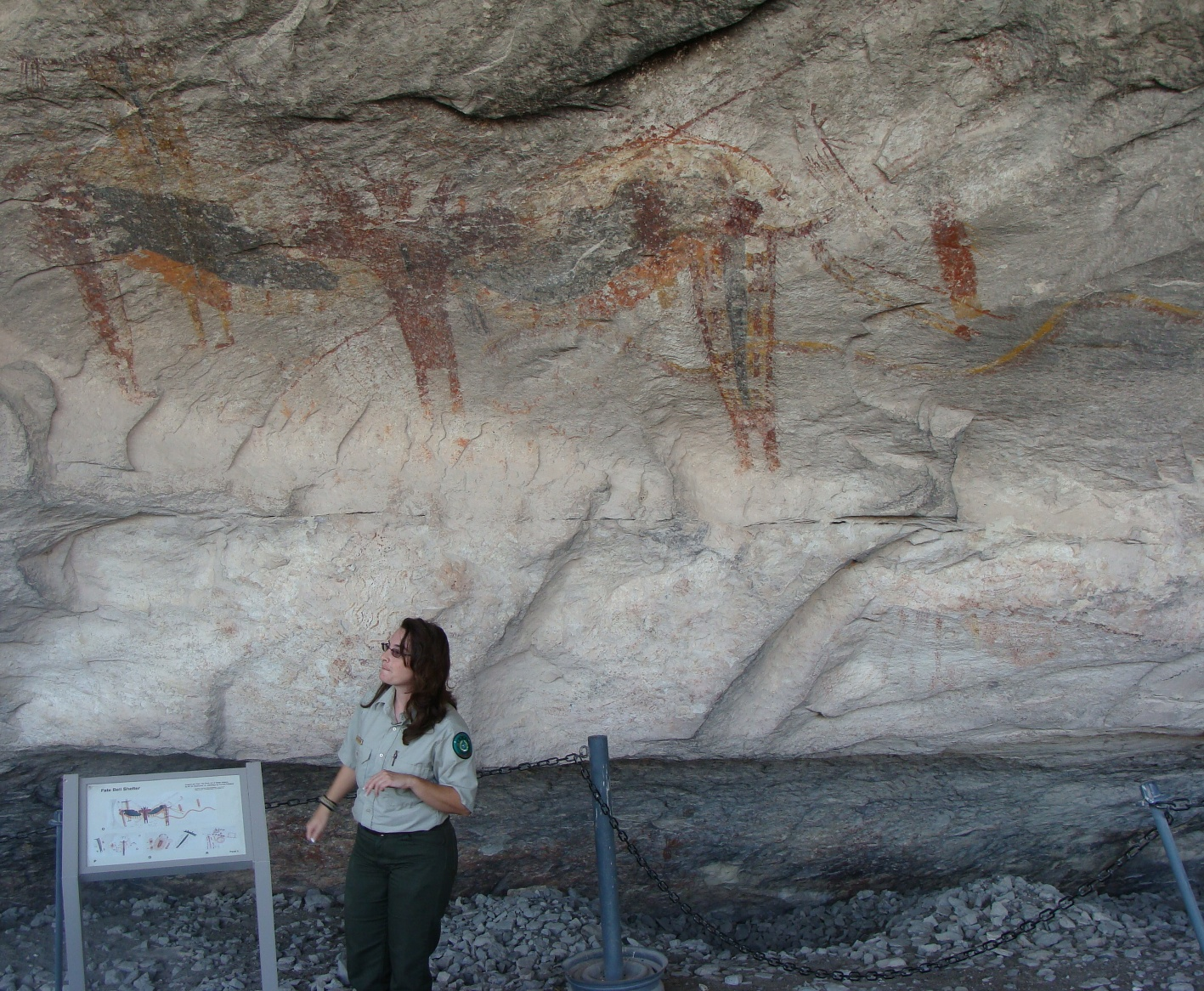
راهنمای گردشگران توضیحاتی راجع به یکی از نقوش ۴۰۰۰ ساله در یکی از غارها می‌دهد.
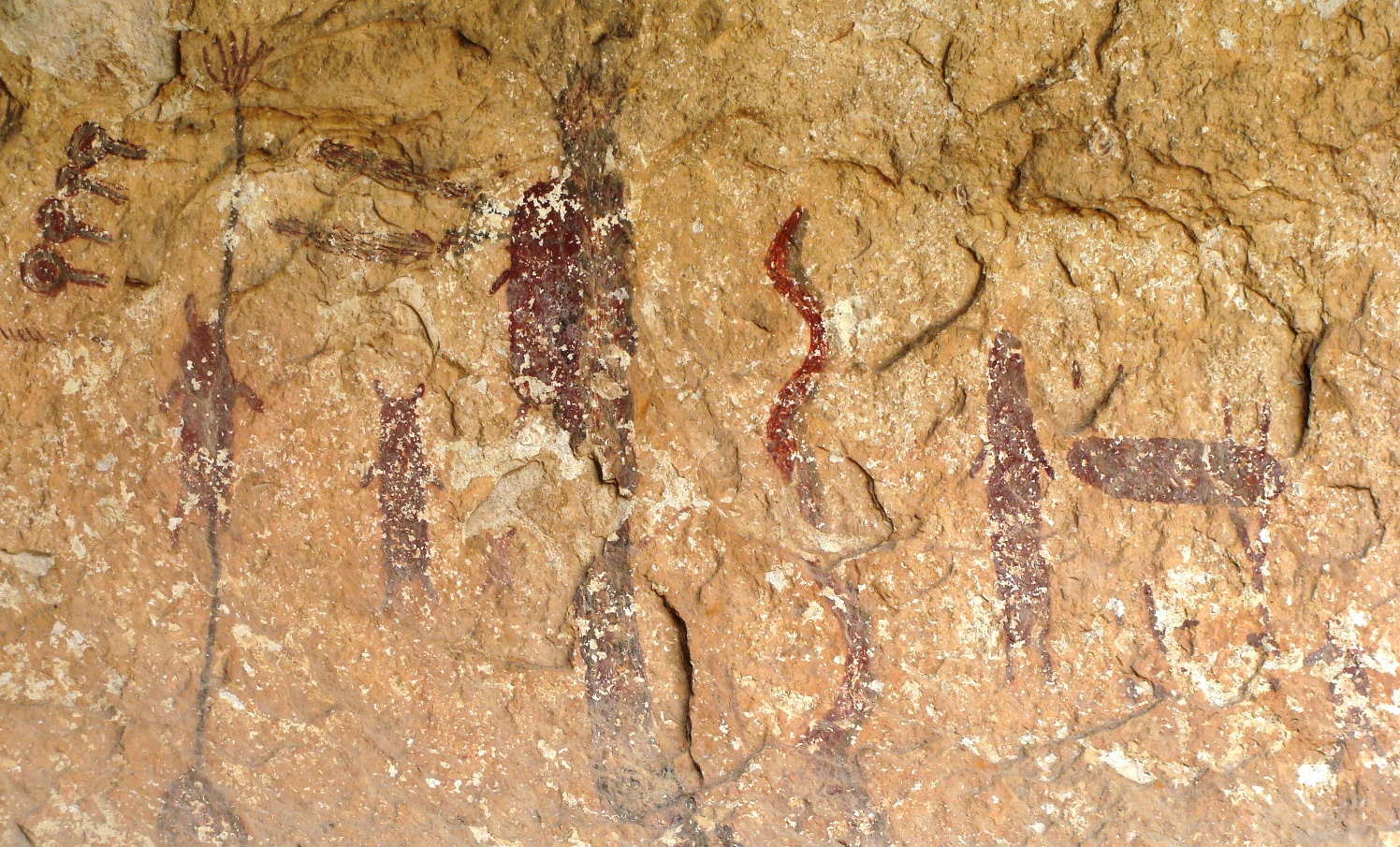
از نقوش ماقبل تاریخ دیگر این غارها